# 9. sončev cikel
9. sončev cikel je bil deveti sončev cikel od leta 1755, ko se je začelo obdobje intenzivnejšega števila sončevih peg. Sončev cikel je trajal 12,4 let, z začetkom julija 1843 in koncem decembra 1855. Maksimalno zglajeno število sončevih peg med ciklom (po formuli SIDC) je bilo 219,9 (februar 1848), na začetku minimuma pa je bilo 17,6. Med prehodom med minimumoma med 9. in 10. ciklom je bilo skupno 655 dni brez sončevih peg.
9. sončev cikel se je začel leta 1843, istega leta, kot je Heinrich Schwabe odkril cikel sončnih peg. Med tem ciklom so Edward Sabine, Rudolf Wolf in ostali znanstveniki prepoznali, da sončeve motnje vplivajo na Zemljino magnetno okolje, torej so sončevi cikli identični Zemljinim geomagnetnim ciklom. Med tem ciklom je Wolf uvedel Wolfovo število.
Fenomen, ki se danes imenuje geomagnetni inducirani naboj, se je prvič opazil šele v času tega cikla - opazen je postal na nastajajočih električnih telegrafih. Francis Ronalds, častni direktor Kraljevega observatorija in Sabinov koleg, je pridobil podatke od operatorjev telegrafa o gibanju magnetnih igel in jih je kasneje primerjal z lastnimi fotografijami spreminjanja atmosferske elektrike in geomagnetne intezitete, a slabi viri in vhodni podatki so v podrobnostih povzročili nepričakovane naboje.
Geomagnetni aktivnosti med 9. sončevim ciklom je sledila dodatna dejavnost z dvema vrhuncema, ki sta se zgodila v času vzida (1847-48) in zaida (1851-54) cikla.